# 幸福快遞
《幸福快遞》（英語：Love Transplantation）是一部2013年上映的台灣劇情片。

## 劇情
樂樂是名白血病患者，她的病情讓她開鋼琴獨奏會的夢想似乎怎麼想都是遙不可及......；深愛著她的向陽除了在心中期待能夠出現適合的骨髓捐贈者，似乎也是無能為力。
自從雙親意外過世之後，以容就跟爺爺兩人相依為命。因為經濟因素，以容總是辛苦工作；身為家中的支柱，她放棄了出國學音樂的計畫。最近，以容的青梅竹馬回到家鄉，眼見以容的幸福終於到來，卻在此時，過度辛勞的她被檢查出得了白血病......。
兩名同樣熱愛音樂、但互不相識的女孩，能夠跨越生命的關卡，得到真正的幸福嗎？

## 角色介紹

### 主演角色
| 演員   | 角色   | 備註 |
| 卓文萱 | 孫以容 |      |
| 張雁名 | 李進儒 |      |
| 霍詩丹 | 于樂   |      |
| 巫迪文 | 向陽   |      |
| 丁強   | 孫爺爺 |      |
| 劉曉憶 | 月香   |      |
| 九孔   | 呂孔維 |      |
| 納豆   | 林可豪 |      |

### 其他角色
| 演員 | 角色 | 備註 |

## 電影歌曲
| 曲別   | 歌曲名稱 | 作詞   | 作曲     | 演唱者 | 備註 |
| 主題曲 | 期待，愛 | 卓文萱 | 張簡君偉 | 卓文萱 |      |

## 插曲歌曲
| 曲別 | 歌曲名稱   | 作詞   | 作曲            | 演唱者 | 備註 |
| 插曲 | 幸福的理由 | 卓文萱 | 木蘭號aka陳韋伶 | 卓文萱 |      |

## 外部連結
- 幸福快遞在香港影庫上的簡介
- 幸福快遞在互联网电影资料库（IMDb）上的資料（英文）